# オクレ
オクレ（イタリア語: Ocre）は、イタリア共和国アブルッツォ州ラクイラ県にある、人口約1,200人の基礎自治体（コムーネ）。

## 地理

### 位置・広がり

#### 隣接コムーネ
隣接するコムーネは以下の通り。
- フォッサ
- ラークイラ
- ロッカ・ディ・カンビオ
- ロッカ・ディ・メッツォ
- サンテウザーニオ・フォルコネーゼ

## 行政

### 分離集落
オクレには、以下の分離集落（フラツィオーネ）がある。
- Cavalletto, San Felice, San Martino, San Panfilo d'Ocre (sede comunale), Valle